# Норвегия на зимних Олимпийских играх 1976
Норвегия принимала участие в XII Зимних Олимпийских играх, проходивших в Иннсбруке, Австрия, где завоевала 7 медалей, из которых 3 золотых, 3 серебряных и 1 бронзовая. Сборную страны представляли 42 спортсмена (35 мужчин, 7 женщин), выступавших в 7 видах спорта.

## Медалисты

### Золото
- Ян Эгиль Сторхольт — конькобежный спорт, 1 500 м.
- Стен Стенсен — конькобежный спорт, 5 000 м.
- Ивар Формо — лыжные гонки, марафон, 50 км.

### Серебро
- Стен Стенсен — конькобежный спорт, 10 000 м.
- Пол Тюлдум, Эйнар Сагстуен, Ивар Формо и Одд Мартинсен — лыжные гонки, эстафета 4 × 10 км.
- Йорн Дидрексен — конькобежный спорт, 1 000 м.

### Бронза
- Лизбет Корсмо — конькобежный спорт, 3 000 м.